# 霍氏犀鱈
霍氏犀鱈，為輻鰭魚綱鱈形目海鰗鰍科的其中一種，為熱帶海水魚，分布於西大西洋小安地列斯群島西部海域，體長可達1.6公分，棲息在大洋區水域，以浮游生物為食，生活習性不明。

## 扩展阅读
維基物種上的相關：霍氏犀鱈